# Francesca Scanagatta
Francesca Antonia Scanagatta, indicata in tedesco anche come Franziska (Milano, 1º agosto 1776 – Milano, 20 novembre 1864), è stata una militare italiana.
Con il nome di «Francesco» (o «Franz») completò l'Accademia militare teresiana di Wiener Neustadt (Bassa Austria) nel 1797 e partecipò poi ad azioni sul campo, raggiungendo il grado di tenente dell'Esercito del Sacro Romano Impero. Nel 1800 il padre, temendo per la sua incolumità, ne rivelò l'identità e fece in modo di farla congedare.
È considerata la prima donna ufficiale, avendo preceduto i simili casi della belga Marie Schellinck, nominata sottotenente il 9 gennaio 1806, e della russa Nadežda Andreevna Durova, arruolatasi nel 1806.

## Biografia

### Origini
Francesca Antonia Scanagatta nacque a Milano il 1º agosto 1776, figlia di Giuseppe, intendente di finanza originario di Dongo, e di Isabella De Villata; in famiglia erano almeno sette figli, dato che si trovano citati anche Vincenzo, Giovanni Battista, Giovanni, Marianna, Rachele e Maria. Venne educata da una governante strasburghese che le insegnò le basi di tedesco e di francese. All'età di dieci anni fu posta nel collegio femminile milanese delle Dame della Visitazione, completando il corso di studi a sedici anni. La madre superiora, nel lodarne la condotta, definì il suo carattere «dolce, saggio e ragionevole».
Attorno al 1792 la famiglia si trasferì a Treviso; nel 1794 il padre stabilì di avviare uno dei figli (citato come Guido o Giacomo) alla carriera militare tramite l'Accademia di Wiener Neustadt; la figlia Francesca doveva invece spostarsi a Vienna presso una vedova che avrebbe completato la sua formazione, migliorando anche la sua conoscenza del tedesco. Fratello e sorella si misero in viaggio insieme; quest'ultima era vestita in abiti maschili «per minore imbarazzo durante il viaggio».

### L'accademia militare

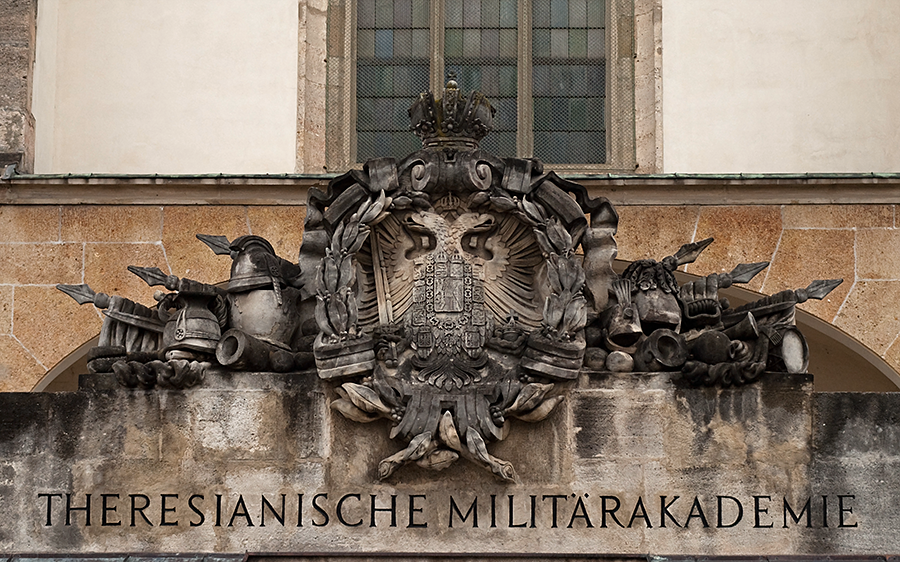
Stemma dell'Accademia militare teresiana

Durante il viaggio il fratello si ammalò e confessò alla sorella il proprio scarso interesse per la carriera militare.
Lei gli consigliò di tornare a casa con un domestico, facendosi consegnare la lettera di presentazione per Haller, chirurgo dello Stato Maggiore, che avrebbe dovuto ospitare il nuovo alunno. Vestita da uomo e presentandosi come «Franz», fu così accolta nella casa di Haller e le fu possibile iscriversi all'Accademia dal 1º luglio 1794. Il padre, saputo dello scambio, si presentò all'Accademia e cercò inutilmente di convincerla a tornare a casa; non conoscendo bene il tedesco, si rivolse ai professori in latino per avere informazioni sulla condotta della figlia usando il femminile, mentre i docenti usarono il maschile.
Potendo risiedere in una casa privata, Francesca riuscì a non farsi scoprire. Poté così perfezionare il tedesco e il francese, imparare l'inglese e la matematica e apprendere l'uso delle armi e gli esercizi bellici a piedi e a cavallo. Grazie all'impegno e ai progressi nello studio, ricevette il premio di distinzione nel 1795 e nel 1796.
(Lettera del dottor Haller a Giuseppe Scanagatta, 12 novembre 1796 (originariamente in latino))
Il 16 febbraio 1797 Francesco Scanagatta superò l'esame finale dell'Accademia, diventando alfiere.

### Alfiere e tenente

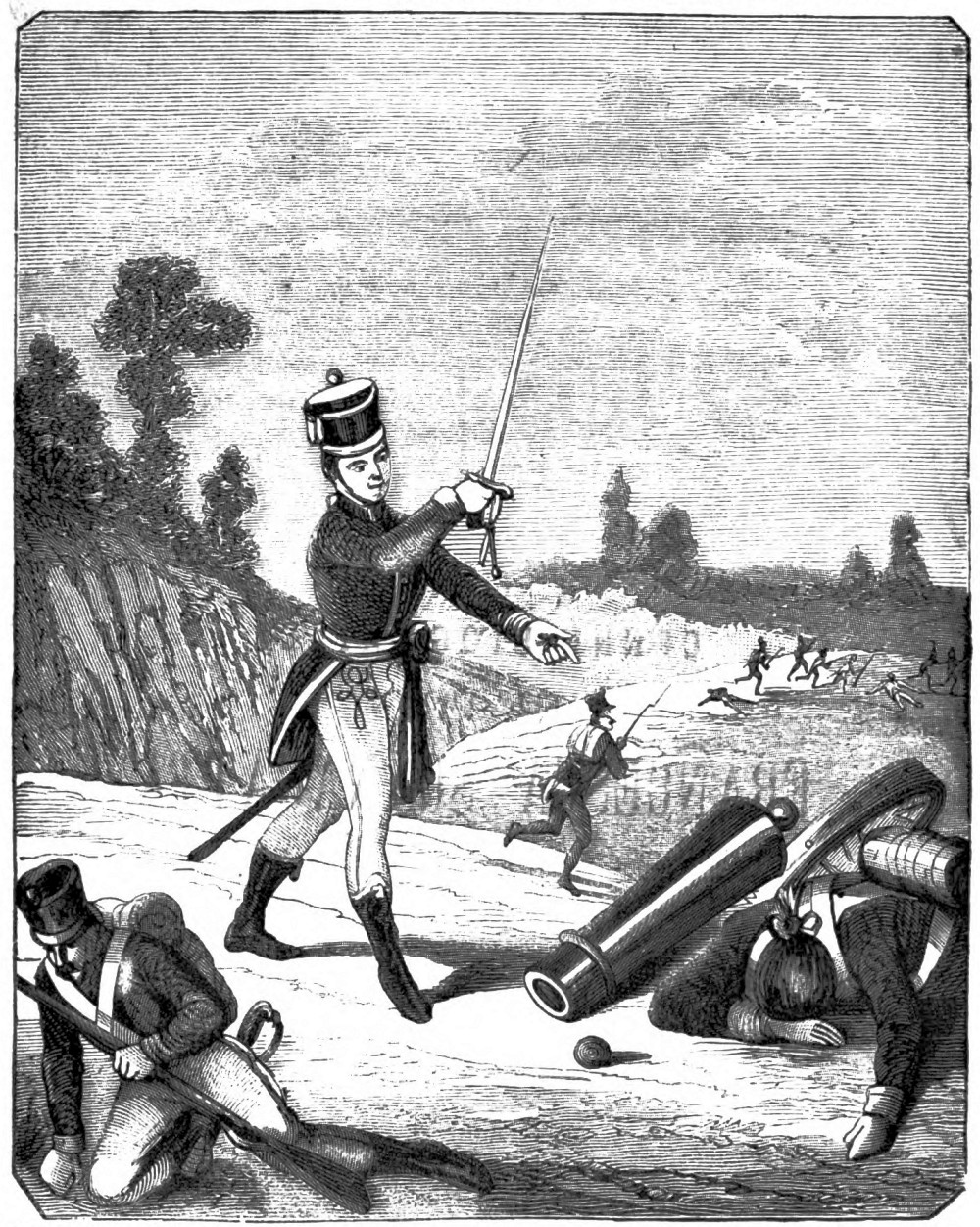
L'alfiere Francesca Scanagatta (da Spini)

Sempre nel febbraio 1797 richiese al Supremo consiglio di guerra a Vienna di poter servire come ufficiale; la domanda fu accolta per le necessità legate alle guerre rivoluzionarie francesi. Fu assegnata alla 6ª Compagnia del I Battaglione da campo del Reggimento di fanteria dei confini nazionali di Varadino-San Giorgio (K.K. National Grenz Infanterie Regiment Warasdiner-St. Georger), acquartierato nei dintorni di Kehl sul lato destro del Reno; quando le truppe francesi superarono il fiume tra Kilstett e Diersheim (Rheinau), il battaglione si ritirò a Mannheim. A ottobre il trattato di Campoformio pose fine alle ostilità e il battaglione fu più volte riposizionato, in Slesia e in Stiria.
Fu poi trasferita alla 4ª Compagnia del IV Battaglione del 56º Reggimento di fanteria Wenzel-Colloredo dislocato a Sandomierz, in Polonia; fu in questo periodo che vennero avanzate alcune insinuazioni sul fatto che avesse l'aspetto di una donna. Ricevuto l'ordine di presentarsi a Chełm, si ammalò mentre era di passaggio a Lublino, sede dello Stato maggiore, e rimase inferma tra febbraio e aprile 1799. Durante la malattia all'alfiere Scanagatta fu ordinato di raggiungere il Reggimento di fanteria Banato tedesco (K.K. Grenz Infanterie Regiment Deutsch-Banater) a Pančevo, dove giunse il 6 maggio. Era stata assegnata al battaglione di riserva ma, desiderando partecipare alla battaglia, chiese di essere trasferita in un'unità attiva; passò così al VI Battaglione, che combatteva nei dintorni di Genova, partecipando alle azioni del 14 e 15 dicembre 1799 contro la Repubblica Ligure.
(Relazione del generale Klenau)

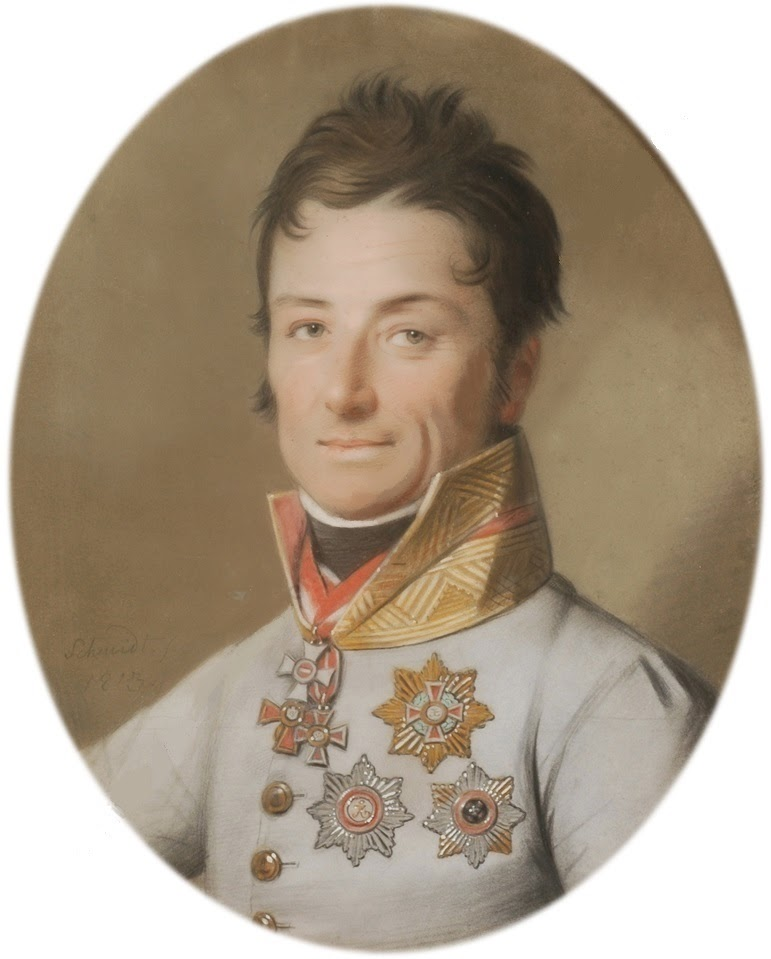
Il generale Klenau

L'alfiere Scanagatta rimase con un piccolo distaccamento a coprire la ritirata; il 25 dicembre le fu ordinato di raggiungere il battaglione a Compiano e a Bardi, territori del Ducato di Parma e Piacenza.
A febbraio 1800 il battaglione fu acquartierato a Livorno; in quel periodo, dovendo svolgere alcuni incarichi ufficiali a Venezia, Verona e Milano, Francesca ebbe modo di incontrare i genitori a Cremona; il padre cercò nuovamente di convincerla a lasciare l'esercito, mentre la madre si preoccupò per i lividi comparsi per via dell'abitudine di fasciarsi strettamente il seno, per evitare di farsi riconoscere come donna.
A marzo 1800 ottenne la promozione a tenente, che le spettava dal maggio 1799 ma che era stata rinviata a causa del suo trasferimento. Il padre nel frattempo si rivolse a Luigi Cocastelli, commissario imperiale a Milano, per risolvere con discrezione la situazione della figlia; Cocastelli a sua volta inviò una relazione a Michael von Melas, comandante generale dell'esercito, pregandolo di farla congedare.
Scanagatta aveva raggiunto nuovamente il proprio battaglione all'assedio di Genova e all'inizio di giugno, lo stesso giorno in cui la città si arrese, giunse l'ordine del generale Melas di lasciarla andare a Milano dai suoi genitori. Partì il 3 giugno insieme al proprio attendente; per evitare le linee nemiche, passò da Lucca e poi da Bologna. Qui, avvertita della possibilità di un nuovo ingresso delle truppe francesi nel milanese, decise di dirigersi a Verona, centro dello Stato maggiore dell'armata austriaca, per ottenere l'autorizzazione a spostarsi a Venezia, dove si era rifugiato il padre. A luglio 1800 il suo posto nel battaglione fu assegnato al fratello, che all'epoca era cadetto.
Solo dopo il trattato di Lunéville (9 febbraio 1801) poté rientrare a Milano con la famiglia sotto la Repubblica Cisalpina. Il 26 aprile le fu comunicato l'imminente congedo, confermato il 23 maggio successivo. Ricevette diversi attestati di stima da parte di commilitoni venuti a conoscenza del trucco da lei attuato. Scanagatta, in considerazione della difficile condizione familiare, inviò una supplica all'imperatore Francesco II per ottenere una pensione; il 10 dicembre 1801 le fu accordata una rendita vitalizia annua di 200 fiorini, valida anche risiedendo all'estero.

### Il ritorno alla vita civile
Nel 1801 fu pubblicato un resoconto della vicenda in francese, che ebbe più edizioni. Probabilmente dettato da lei stessa, divenne la base delle successive biografie. Il testo fu tradotto anche in lingua inglese e pubblicato da alcune riviste. A Milano, per i primi tempi, l'ufficiale in congedo continuò a vestire l'uniforme che riteneva di aver meritato, prima di tornare a indossare abiti femminili.
Il 15 gennaio 1804 sposò Celestino Spini, di famiglia nobile di Talamona in Valtellina, che dal 1797 militò nelle truppe francesi e che nel 1804 era tenente dei cacciatori a cavallo. Il matrimonio tra due tenenti che avevano combattuto su fronti opposti destò una certa curiosità. Il marito proseguì la propria carriera raggiungendo il grado di maggiore; dopo la fine del Regno d'Italia entrò tra gli ulani dell'esercito imperiale austriaco e andò in pensione nel 1819.
La coppia ebbe sei figli, due dei quali morti alla nascita. Il figlio Giulio fece carriera nell'amministrazione austriaca e sposò Isabella Strozzi; ebbe numerosi discendenti. Il figlio Francesco divenne stimato sacerdote, elogiato da Ignazio Cantù. La figlia Rosina divenne suora di carità. La figlia Isabella sposò Luigi Maineri ed ebbe quattro figli; morì durante le Cinque giornate di Milano, «vittima del patrio ed umanitario amore».
Il marito morì nel dicembre 1831 e lei rimase inferma per due anni a causa della grave perdita. Nel 1832, oltre alla propria pensione da ufficiale, le fu riconosciuta anche quella come vedova di un maggiore dell'esercito.

### Il mito dell'«Amazzone austriaca»
Nel 1843 la biografia del tenente Scanagatta fu inserita in una raccolta dedicata ai combattenti italiani nelle guerre napoleoniche. Dal 20 giugno 1852 fu celebrato solennemente il centenario dell'Accademia militare teresiana. Francesca, ormai ultrasettantenne, inviò un messaggio di auguri, rammaricandosi di non poter essere presente e firmandosi come «Franz Scanagatta [...], tenente, vedova del maggiore Spini».
Da das Jahrhundert der oberwähnten Akademie-Stiftung gefeiert wird, und Unterzeichneter seines Alters wegen sich nicht dahin begeben kann, so bittet er unterthänig, gnädig die Wünsche aufnehmen zu wollen, die Unterzeichneter hegt, das ist, daß die obbesagte Militär-Akademie immerdar dauert und bilde auch in Zukunft, wie sie bis nun gebildet hat, tüchtige berühmte Offiziers; mögen sie künftig die Stütze des österreichischen Kaiserthumes sein und die Fußstapfen folgen der versammelten Helden, welche beitrugen zur Größe und zum Glanze seiner Majestät der ruhmvolle Kaiser Franz Josef.

Unterzeichneter hat die Ehre mit aller Achtung zu sein
unterthänigster und subordinirter

Franz Scanagatta m./p., Lieutenant,

Majors Spini Witwe.
Mailand, den 16. Juni 1852.»
Dal momento che si celebra il centenario dalla fondazione della suddetta Accademia e il sottoscritto non può recarvisi a causa della sua età, prega con deferenza di accogliere graziosamente gli auguri che il sottoscritto invia, cioè che l'Accademia militare di cui sopra duri per sempre e formi anche in futuro, come ha formato fino ad ora, ufficiali capaci e illustri; anche in futuro possano essere i pilastri dell'Impero austriaco e seguire le orme degli eroi riuniti, che hanno contribuito alla grandezza e allo splendore di Sua Maestà il glorioso imperatore Francesco Giuseppe.

Il sottoscritto ha l'onore di essere con tutta la stima
obbediente e subordinato

Franz Scanagatta manu propria, tenente,

vedova del maggiore Spini.
Milano, li 16 giugno 1852.»
(Testo della lettera)
La risposta conteneva, oltre ai ringraziamenti dell'Accademia, la richiesta di inviare i dati del suo servizio militare, affinché fossero conservati tra le memorie dell'istituzione; l'anno successivo all'interno della storia dell'Accademia fu inclusa una sua breve biografia, che ne sottolineava il comportamento eroico. Francesca Scanagatta morì a Milano il 20 novembre 1864 a 88 anni; la notizia, riportata da La Perseveranza, fu ripresa da vari quotidiani in Europa, rinnovando l'interesse per la sua storia, come nel caso del periodico militare austriaco Militär-Zeitung. Il mito dell'«Amazzone austriaca» (Oesterreichs Amazone) fu incluso in varie opere in lingua tedesca della seconda metà del XIX secolo.
Nel neonato Regno d'Italia la vicenda ebbe invece scarsa diffusione, in considerazione del suo impegno per l'allora nemico austriaco. Nel 1876, per il centesimo anniversario della nascita, il nipote Celestino Spini pubblicò a Milano una raccolta di informazioni e documenti. La sua figura fu riscoperta nel periodo tra la prima e la seconda guerra mondiale grazie ad alcune pubblicazioni. All'inizio del XXI secolo, con l'ammissione delle donne nell'Esercito Italiano, è stata celebrata come prima donna ufficiale.

## Citazioni e riferimenti

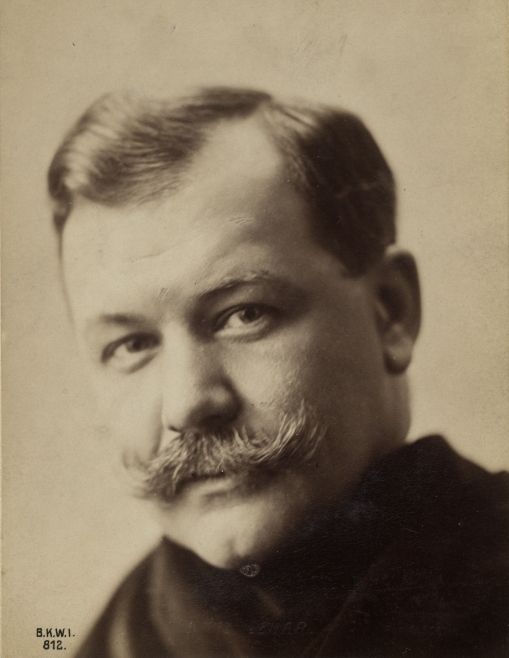
Il compositore Franz Lehár

### Teatro e cinema
- Franz Lehár (1870-1948) compose un'operetta dal titolo Fräulein Leutnant (letteralmente "Signorina tenente") e una marcia a lei dedicata (Scanagatta-Marsch).[67][68]
- Il film Fräulein Leutnant (1914), diretto da Carl Wilhelm, è una commedia legata al tema della sostituzione; una ragazza si traveste da soldato per prendere il posto del fratello durante una giornata di punizione, mentre lui si reca al proprio fidanzamento.[69]
- Il lungometraggio I cadetti di Vienna (Liebeskommando, 1931), diretto da Géza von Bolváry, è ispirato alla storia di Francesca Scanagatta, ma ambientato nella seconda metà dell'Ottocento; la protagonista è Antonia, figlia del conte Giuseppe Scanagatti, mentre il fratello è chiamato «Franzesco».[70]

Secondo alcune fonti anche l'operetta francese Les vingt-huit jours de Clairette (1892) di Victor Roger sarebbe influenzata dalla vicenda; la trama è incentrata su una donna che si introduce in una caserma come soldato per poter controllare il proprio marito. Dall'operetta fu ricavato il film Les vingt-huit jours de Clairette (1933), diretto da André Hugon.

### Luoghi
- Via Francesca Scanagatta a Dongo, luogo di origine del padre.[73]
- Francesca Scanagatta Straße a Wiener Neustadt.[74]